# 2000 v letectví
Tento článek obsahuje seznam událostí souvisejících s letectvím, které proběhly roku 2000.

## Události

### Červenec
- 10. července – vzniká společnost EADS spojením firem Aérospatiale-Matra, DaimlerChrysler Aerospace AG (DASA) a Construcciones Aeronáuticas SA (CASA)
- 25. července – Concorde společnosti Air France (Let Air France 4590) začíná po vzletu hořet a havaruje. Při katastrofě umírá všech 100 cestujících, 9 členů posádky a 4 lidé na zemi u Gonesse, Francie.

### Září
- 9. září – v závodě o Pohár Gordona Bennetta zvítězili Němci Wilhelm Eimers a Bernd Landsmann

## První lety

### Leden
- RQ-8A Fire Scout, první autonomní let

### Únor
- 29. února – MiG-35

### Březen
- Adam M-309 CarbonAero

### Červenec
- 18. července – Dassault AVE-D Petit Duc, stealth bezpilotní letoun

### Září
- 18. září – X-32A[1]

### Říjen
- 24. října – Lockheed Martin X-35A[1]

### Prosinec
- 8. prosince – Bell AH-1Z Viper
- 16. prosince – Lockheed Martin X-35C[1]